# Juan Francisco Martínez
Juan Francisco Martínez (n. Montevideo; 17?? - f. 18??) fue un religioso y escritor oriental, considerado el primer dramaturgo del territorio que se convertiría en el actual Uruguay.

## Biografía
Cumplió labores religiosas como capellán y escribió en la primera década de 1800 la obra teatral en dos actos La lealtad más acendrada y Buenos Aires vengada, que fue estrenad el 12 de agosto de 1808 en la Casa de Comedias de Montevideo. Si bien la calidad artística de esta obra fue cuestionada por críticos posteriores como Alberto Zum Felde, el éxito de su presentación le valió a Martínez ser nombrado censor de teatro. Al estallar la revolución abandona dicho cargo y pasa a desempeñarse en la Villa Soriano como maestro. Hacia 1814 ofició de capellán del 9.º regimiento en una de las Expediciones Auxiliadoras al Alto Perú.
Dentro de los pocos datos biográficos que se conocen está el que afirma que nació en Montevideo y que fue un sacerdote dominico.
Pivel Devoto encontró datos que le permitieron afirmar que en 1816 ejerció funciones de defensor y abogado en Santiago del Estero. Ese mismo historiador sostuvo que murió antes de 1844.
Entre sus obras figura La lealtad más acendrada, o Buenos Aires vengada, donde se celebra la reconquista de Buenos Aires en 1806 que estaba en manos de los ingleses.
Escribió la poesía «Canción de despedida del Regimiento número 9, en su partida al Perú, en el año 1814» en homenaje al Regimiento número 9 donde ofició de capellán.